# Stefania Tarenzi
Stefania Tarenzi (født 29. februar 1988) er en kvindelig italiensk fodboldspiller, der spiller angreb for den italienske klub Inter Milan i Serie A og Italiens kvindefodboldlandshold.
I 2015, blev Tarenzi indkaldt for første gang på det italienske landshold af den daværende landstræner Antonio Cabrini ved Cyprus Cup 2015. Hun debuterede på banen i turneringens første kamp mod Sydkorea, hvor hun erstattede Melania Gabbiadini med et minut tilbage af kampen. I den efterfølgende kamp mod Skotland, scorede Tarenzi sit første landskampmål, i det 90. minut som var det afgørende mål for Italiens sejr. Efter mere end tre års fravær, blev hun igen indkaldt i november 2018 af den nye landstræner Milena Bertolini til en venskabskamp mod Tyskland.